# Собор Святейшего Сердца Иисуса (Кота-Кинабалу)

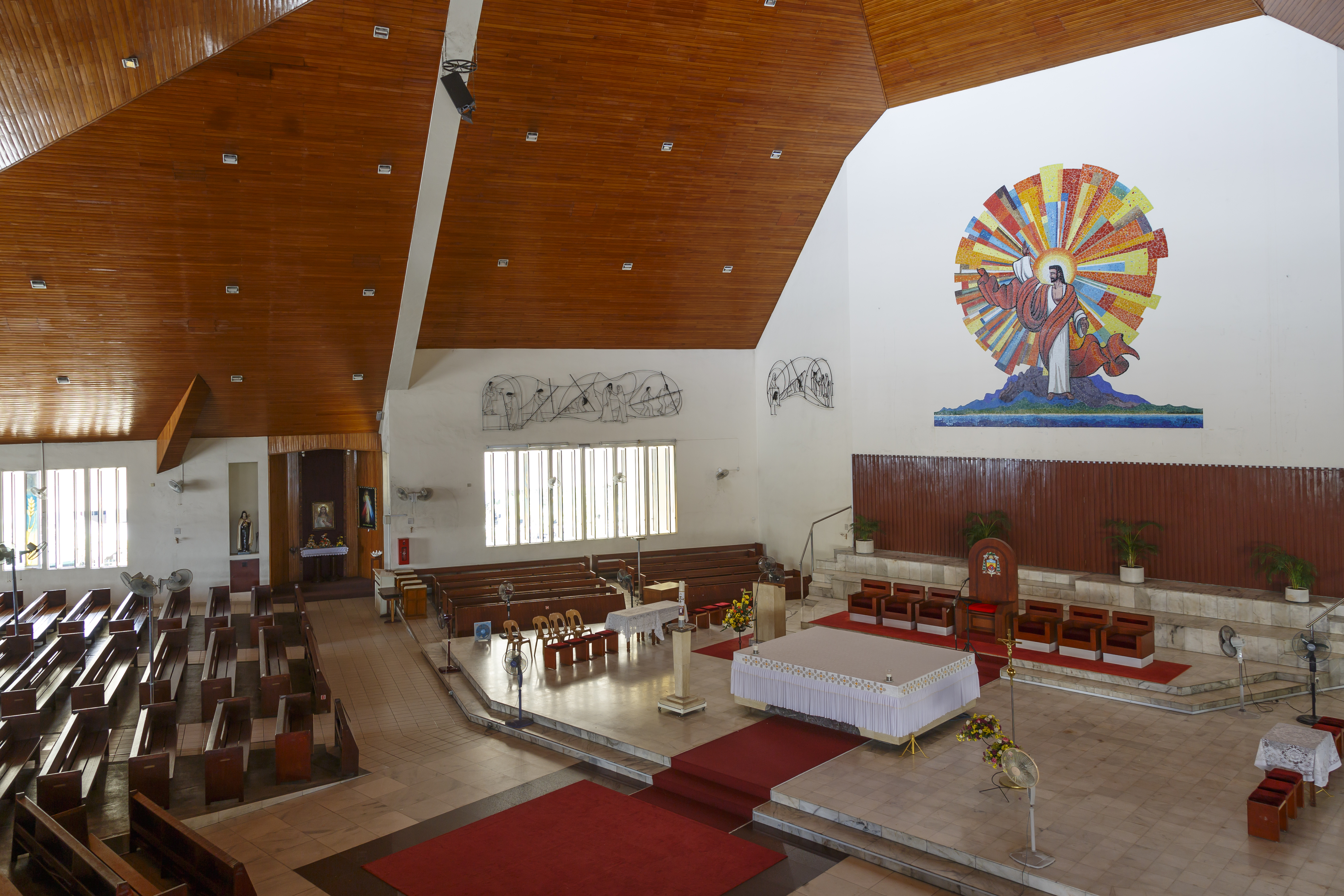
Внутренний интерьер храма

Собор Святейшего Сердца Иисуса — католический храм, находящийся в городе Кота-Кинабалу, Малайзия. Кафедральный собор архиепархии Кота-Кинабалу.

## История
Строительство современного храма началось в 1903 году, когда в городе была организована миссионерская миссия во имя Святейшего Сердца Иисуса, которую основал священник Генри ван дер Хейден из конгрегации «Миссионерское общество святого Иосифа из Милл-Хилла». Основание католической миссии было связано с прибытием в город многочисленных китайских эмигрантов, среди которых было много католиков из китайского субэтноса хакка.
31 мая 1976 года Римский папа Павел VI издал буллу Quoniam Deo favente, которой учредил епархию Кота-Кинабалу и возвёл храм Святейшего Сердца Иисуса в ранг кафедрального собора.